# Bronkhorst
Bronkhorst ist eine kleine Stadt der Gemeinde Bronckhorst in der niederländischen Provinz Gelderland.
Der Ort liegt am Ostufer der IJssel, etwa 15 km südlich von Zutphen. Es gibt eine Autofähre nach Brummen. Der Ort ist landwirtschaftlich geprägt. Etwas Tourismus ist vorhanden, es gibt einige malerische Gassen und Bauernhöfe, ein kleines Charles-Dickens-Museum und eine 1344 erbaute Schlosskapelle.
Bronkhorst, das nur einige Hundert Einwohner hat, darf sich dennoch Stadt nennen und ist nach Staverden, Eembrugge und Sint Anna ter Muiden die viertkleinste Stadt Hollands. Der Ort bekam 1482 das Stadtrecht, kam jedoch nie zur Entwicklung. Im Ort stand von 1140 bis etwa 1828 das Schloss der Herren von Bronkhorst.
Mit der Gemeindereform vom 1. Januar 2005 wurde die Gemeinde Steenderen, zu der Bronkhorst bis dahin gehört hatte, zusammen mit einigen Nachbargemeinden zur neuen Gemeinde Bronckhorst vereinigt.